# La partenza della spedizione dei Mille e la stampa internazionale

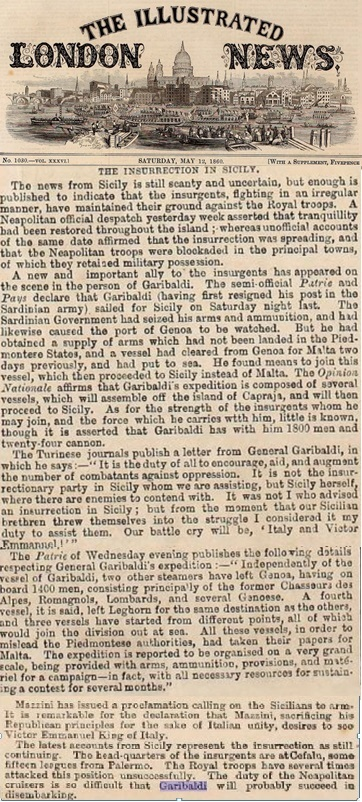
The Illustrated London News nº 1030
14 maggio 1860 - pag. 442

La partenza di Garibaldi per la Sicilia era stata commentata da molti giornali internazionali e le notizie pubblicate nei giorni successivi risultano diverse da quelle che poi sono state accertate e avvalorate dagli storici più accreditati, è quindi possibile che in una prima fase le fonti dei giornali possano avere commesso errori di valutazione in eccesso, sia sul numero dei volontari, che delle armi imbarcati, oltre che sul numero delle navi, che secondo la stampa di quei giorni, risulterebbero superiori alle due conosciute.  

Il giornale settimanale britannico The Illustrated London News, nº 1030, in un articolo del 12 maggio 1860, riferendo sulla situazione insurrezionale in Sicilia, riporta quanto pubblicato dai giornali francesi definiti  “semi-ufficiali”: Patrie e Pays, che annunciavano la partenza di Garibaldi per la Sicilia, dopo le dimissioni dall’Esercito Sardo e che il Governo Sardo aveva sequestrato le armi e munizioni destinate all’impresa e messo sotto sorveglianza il porto di Genova. 

Secondo tali fonti Garibaldi aveva però ottenuto un supplemento di armi, che non erano state sbarcate nello Stato Piemontese e che una nave, il cui nome non è indicato, era salpata dal porto di Genova due giorni prima con destinazione Malta, specificando che Garibaldi avrebbe trovato il modo di unirsi a questa nave in navigazione verso la Sicilia,  anziché Malta come previsto. 

Viene quindi citato il giornale francese Opinion Nationale, il quale affermava che la spedizione di Garibaldi era composta di parecchie navi, delle quali anche in questo caso non vengono forniti i nomi, navi che si sarebbero incontrate presso l’isola di “Capraja”, per poi continuare verso la Sicilia.
L’articolo britannico prosegue scrivendo che poco si conosceva della forza degli insorti siciliani, che Garibaldi doveva raggiungere e che poco si conosceva anche della forza che Garibaldi conduceva, nonostante fosse asserito che Garibaldi aveva con sé 1.800 uomini e 24 cannoni. 

Si cita anche che i giornali torinesi avevano pubblicato una lettera-appello di Garibaldi, con la quale si ricordava che era dovere di tutti incoraggiare e aumentare il numero di combattenti contro l’oppressione, per aiutare la Sicilia, lettera terminante con le parole: “Italia e Vittorio Emanuele!”. 

Viene poi riportato che, secondo il giornale francese Patrie, indipendentemente dalla nave di Garibaldi, altri due vapori avevano lasciato Genova con a bordo 1.400 uomini, principalmente precedenti Cacciatori delle Alpi, romagnoli, lombardi e parecchi genovesi, mentre una quarta nave lasciava Livorno con la stessa destinazione delle altre, e tre navi erano partite da diversi punti, per riunirsi in mare e che tutte le navi avevano documenti per Malta. La spedizione viene definita ben provvista di armi, munizioni e approvvigionamenti per sostenere una campagna di diversi mesi.  In questo caso potrebbe trattarsi delle navi della spedizione Medici, che però sarebbero partite circa un mese dopo, secondo i dati indicati nei documenti considerati dagli storici.

L’articolo conclude riportando l’appello di Mazzini, anche lui sostenitore dell’unificazione italiana, per la quale sacrificava i suoi ideali repubblicani e che il compito degli incrociatori borbonici risultava così difficile, che Garibaldi probabilmente sarebbe riuscito a sbarcare. 

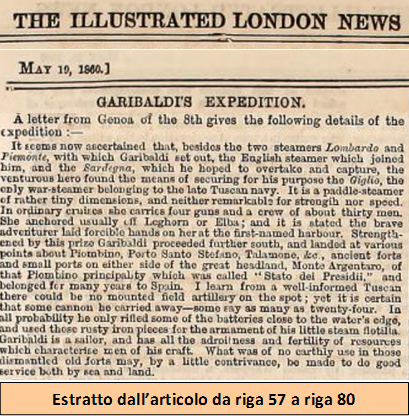
The Illustrated London News - nº 1031 - articolo del 19 maggio 1860 pag. 467

In altro articolo del 19 maggio 1860 il giornale The Illustrated London News pubblica la notizia secondo la quale sembra accertato che, oltre alle navi “Piemonte” e “Lombardo”, e alla terza nave partita da Genova, un vapore inglese che si sarebbe unito successivamente alla Spedizione, Garibaldi avrebbe sperato di prendere possesso della nave “Sardegna”, riuscendo poi nel nord della Toscana a rilevare e aggregare la nave “Giglio”, una vecchia cannoniera dell’ex marina toscana, armata di quattro cannoni e con un equipaggio previsto di trenta marinai.
Nello stesso articolo del 19 maggio si afferma che dai vecchi forti in abbandono nel sud della Toscana Garibaldi avrebbe prelevato il numero di 24 vecchi cannoni senza affusto, per caricarli sulle navi, utilizzando alcuni dei cannoni per armare la sua flottiglia poco sopra la linea di galleggiamento.

Un altro articolo pubblicato dal The New York Times del 24 maggio 1860 parla della partenza di tre navi, anche in questo caso senza elencarne i nomi, 2.200 volontari, 24 cannoni imbarcati e 5.000 persone che auguravano “Good speed” ai partenti per la Sicilia. Rispetto all’articolo precedente del The Illustrated London News l’articolo del The New York Times concorda per la partenza di tre navi e 24 cannoni, aumentando da 1.800 a 2.200 il numero dei volontari con Garibaldi.
Nello stesso articolo si afferma, tra l’altro, di ritenere che la sostituzione di un altro Borbone con un altro Napoleone a Napoli era tornata attuale e che sarebbe preferibile alla ulteriore cessione di territori alla Francia come compensazione per altri allargamenti di quel Regno d’Italia, che si immagina essere il sogno di il Re galantuomo e il fine ultimo della politica di Cavour. 
Nell’articolo si parla quindi della convinzione da parte francese del desiderio inglese di acquisire almeno il protettorato della Sicilia e che tale probabilità potesse essere considerata nella mente di Luigi Napoleone aggiungendo che, anche nei momenti migliori dell’alleanza franco-inglese, la politica sotterranea francese mirava a ridurre la presenza di territori sotto controllo inglese in Mediterraneo. 
Il riferimento dell’articolo alla cessione di ulteriori territori alla Francia, sembra quindi alludere alla possibilità di cedere la Sardegna alla Francia, in cambio di un allargamento ai territori che Garibaldi stava occupando in nome di re Vittorio Emanuele II, come risulta dai titoli dei decreti promulgati da Garibaldi nelle funzioni di Dittatore della Sicilia.

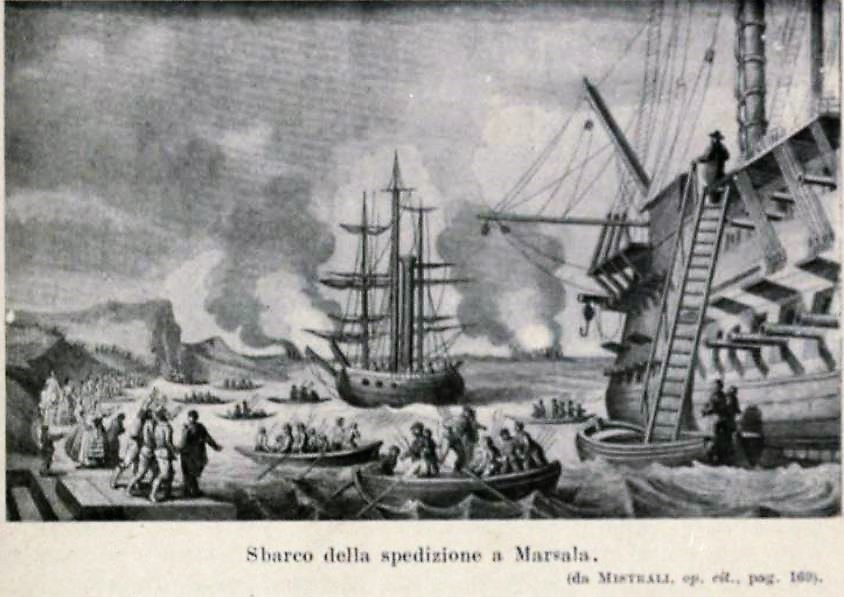
Sbarco a Marsala. - La nave a destra è dotata di cannoni, che come nave commerciale non aveva, potrebbero essere i cannoni di cui parlano i giornali dell'epoca. La presenza dei 24 cannoni descritta dai giornali non trova però riscontro nei principali testi storici.

L’articolo sottolinea anche che l’entusiasmo per la partenza di Garibaldi aveva contagiato i soldati di guarnigione a Genova, al punto che era stato necessario confinarli nei loro alloggiamenti per impedire che disertassero per unirsi alla spedizione e che il Medici era pronto a salpare in pochi giorni con oltre 2.000 volontari, dato questo che concorda con quelli ufficiali, in quanto la spedizione Medici partirà effettivamente al termine della prima decade di giugno. 
La spedizione viene descritta ben fornita di armi e munizioni, indicando che presso la Banca di Genova Garibaldi aveva cambiato in oro l’importo di tre milioni di franchi in banconote e che dopo la partenza le navi di Garibaldi avevano fatto scalo a Talmonia in Toscana. 

Nell’articolo viene indicato che era previsto uno sbarco in Calabria per diversione, ma la notizia di un avvenuto sbarco a “Crezza” veniva smentita nelle ultime notizie, nelle quali si segnalava la presenza della flotta britannica che incrociava il mare tra Malta e la Sicilia, con la situazione degli insorti siciliani che mantenevano le posizioni nel loro quartier generale a quindici leghe da Palermo in località indicata come “Cefaleo”. 
Viene anche fornita notizia di un telegramma pervenuto a Torino in cui si annunciava lo sbarco a Trapani di insorti siciliani e calabresi e che era scoppiato un movimento insurrezionale in Calabria. 

Anche in questo articolo viene riportato l’appello di Garibaldi a combattere per la libertà in nome di Vittorio Emanuele II.

Riguardo alle affermazioni sul discordante e maggior numero di navi, volontari e armi partiti alla data dei citati articoli del 12 e 24 maggio 1860, occorre considerare che, secondo i dati contenuti nei testi degli storici più accreditati (vedere:  Gli sbarchi successivi al primo di Marsala ), la prima spedizione dopo quella di Garibaldi partirà da Genova il 24 maggio al comando di Agnetta, a bordo della piccola nave Utile con soli 60 volontari e le armi non consegnate alla partenza del Piemonte e Lombardo, mentre la successiva e più numerosa spedizione del gruppo Corte e Medici, composta di cinque navi, partirà da Genova e Livorno nel periodo 8-10 giugno 1860. 

Tenendo conto che i giornali esteri in questione avevano una certa rilevanza, sarebbe interessante conoscere in base a quali fonti avevano pubblicato le notizie sul superiore numero di navi, armi e volontari partiti con Garibaldi. 
Le fonti citate dagli storici relative alle partenze garibaldine, successive alla prima del 5 maggio 1860, sono principalmente ricavate dai resoconti del mazziniano Bertani per le partenze e del garibaldino Turr per gli arrivi e altre fonti generalmente estere e non istituzionali piemontesi, mentre non risultano menzionate fonti del Regno di Sardegna, che verosimilmente osservava, annotava e monitorava le partenze dei volontari, in quanto risulta difficile pensare che Cavour non fosse al corrente o non si preoccupasse di venire a conoscenza, tramite apposite relazioni, del quantitativo di navi, volontari e armi in partenza dai porti del Regno di Sardegna o per altre vie. 

Non va dimenticato che Cavour era così informato, da impedire le partenze delle spedizioni Medici e Pianciani nel nord dello Stato Pontificio, punto di sbarco inizialmente previsto dai mazziniani bertaniani, indirizzandole poi verso la Sicilia e successivamente bloccando poi del tutto le partenze da Genova verso la fine di agosto. 

Anche se si tratta di una supposizione, per le ragioni suesposte esiste la ragionevole possibilità che, oltre ai documenti citati dagli storici, ve ne siano stati altri riservati e redatti dello Stato Sardo, non venuti a conoscenza degli storici.